# W.A.H.
『W.A.H.』（ワー）は、2019年4月17日、GIZA studioから発売予定の植田真梨恵のメジャー2枚目のミニアルバム。

## 内容
植田にとって、平成最後のリリースとなった本作は「和」をテーマにして制作した。「Bloomin'」のミュージック・ビデオは植田の原案に賛同した長年の友人が監督を務めた。
初回限定版のみ、DVD付き。

## 収録曲
全作詞・作曲：植田真梨恵
1. entrance
編曲：植田真梨恵
2. Bloomin'
編曲：西村広文
TBS系「COUNT DOWN TV」2019年4月度エンディングテーマ
サンテレビ「音都」エンディングテーマ（2019年4月10日〜同年5月9日)
3. 勿忘にくちづけ
編曲：植田真梨恵
4. 花鬘
編曲：土着和
5. 灯
編曲：麻井寛史
映画「トモシビ 銚子電鉄 6.4kmの軌跡」主題歌
6. 長い夜
編曲：植田真梨恵
7. ひねもす
編曲：joe daisque

### 初回限定盤DVD
はじめてのホールツアー LIVE TOUR UTAUTAU vol.3（2017.9.6 サンケイホールブリーゼ）
1. REVOLVER
2. FRIDAY
3. カーテンの刺繍
4. シンクロ
5. 灯
6. 愛と熱、溶解
7. 最果てへ
8. ふれたら消えてしまう
9. 砂漠の果てに咲く花
10. 箱
11. わかんないのはいやだ
12. 夢のパレード
13. スペクタクル
14. 彼に守ってほしい10のこと